# Reva
Pour l’article homonyme, voir Reva (Palilula).
Reva est un prénom polynésien d'origine tahitienne. Aujourd'hui, ce prénom est plutôt féminin, mais à l'origine est mixte[réf. nécessaire].

## Signification
Le nom commun tahitien « reva » a plusieurs homonymes et peut désigner à la fois :
1. le firmament, l'espace au-dessous de la voûte céleste, l'atmosphère ;
2. un abime, un endroit d'une profondeur inconnue ;
3. une nappe d'eau souterraine ;
4. une source au bord de la mer ou dans la mer ;
5. un pavillon, un drapeau.

Le nom propre viendrait du prénom « te reva ’ura tupatai », souvent traduit par « le pavillon rouge de la flotte ». Les revas étaient des banderoles attachées aux pirogues de guerre lors des batailles navales : « Les bateaux ennemis pouvaient être amarrés de la même façon ; les deux flottes se présentaient en une ligne continue de pirogues, avec leurs reva, ou banderoles flottantes ; »
Prénom fêté le 11 juin[réf. nécessaire].